# 乔瓦尼·塔吉奥尼-托泽特

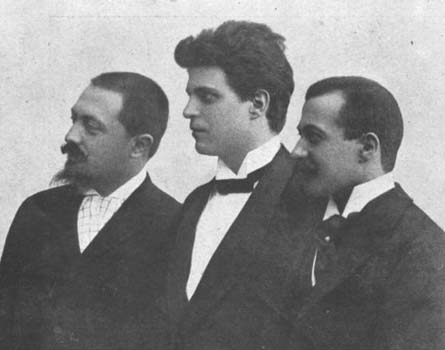
乔瓦尼·塔吉奥尼-托泽特（左一）

乔瓦尼·塔吉奥尼-托泽特（1863年3月17日 – 1934年5月30日）是一位意大利歌剧剧本作家。他与另一位歌劇劇本作家奎多·梅纳希以及作曲家皮埃特罗·马斯卡尼創作了諸如乡村骑士等歌劇。